# Гутенберг (лунный кратер)
Кратер Гутенберг (лат. Gutenberg) — крупный древний ударный кратер на юго-западной окраине Моря Изобилия на видимой стороне Луны. Название присвоено в честь немецкого ювелира и изобретателя книгопечатания Иоганна Гутенберга (между 1397 и 1400—1468) и утверждено Международным астрономическим союзом в 1935 г. Образование кратера относится к нектарскому периоду.

## Описание кратера
Ближайшими соседями кратера являются кратеры Капелла и Исидор на западе, кратер Лики на северо-западе, кратер Лаббок на севере, кратер Мессье на северо-востоке, кратер Гоклений на востоке-юго-востоке, кратер Магеллан на юго-востоке и кратер Годибер на юго-западе. Кратер находится на юго-восточной окраине Моря Изобилия, на северо-востоке мимо него проходят борозды Гокления, на юге от него находятся горы Пиренеи, на юго-западе Море Нектара, на западе лежит долина Капеллы, на северо-западе от кратера отходят борозды Гутенберга. Селенографические координаты центра кратера 8°37′ ю. ш. 41°15′ в. д. / 8,61° ю. ш. 41,25° в. д., диаметр 70,7 км, глубина 1,75 км.
Кратер имеет неправильную форму. Вал кратера сильно разрушен, на северо-востоке перекрыт сателлитным кратером Гутенберг E (см. ниже), на юге – сателлитным кратером Гутенберг C, на западе-юго-западе – сателлитным кратером Гутенберг A. Высота вала над окружающей местностью составляет 1310 м. Южная часть вала кратера открывает широкий проход пересеченный множеством долин. Дно чаши кратера сравнительно ровное, затоплено базальтовой лавой. В центре чаши расположен яркий невысокий центральный пик с возвышением около 1 км, расположенный в западной части полукольца холмов. Северо-восточную часть чаши кратера пересекает расщелина. Объем кратера составляет приблизительно 5000 км³.

## Сечение кратера
На приведенном графике представлено сечение кратера в различных направлениях, масштаб по оси ординат указан в футах, масштаб в метрах указан в верхней правой части иллюстрации.

## Сателлитные кратеры
| Гутенберг | Координаты                                            | Диаметр, км |
| --------- | ----------------------------------------------------- | ----------- |
| A         | 9°02′ ю. ш. 39°55′ в. д. / 9,03° ю. ш. 39,91° в. д.   | 14,8        |
| B         | 9°07′ ю. ш. 38°19′ в. д. / 9,12° ю. ш. 38,32° в. д.   | 14,2        |
| C         | 10°02′ ю. ш. 41°08′ в. д. / 10,04° ю. ш. 41,13° в. д. | 45,2        |
| D         | 10°59′ ю. ш. 42°50′ в. д. / 10,99° ю. ш. 42,84° в. д. | 20,1        |
| E         | 8°13′ ю. ш. 42°25′ в. д. / 8,22° ю. ш. 42,42° в. д.   | 28,2        |
| F         | 10°14′ ю. ш. 42°37′ в. д. / 10,23° ю. ш. 42,61° в. д. | 7,2         |
| G         | 6°03′ ю. ш. 40°02′ в. д. / 6,05° ю. ш. 40,04° в. д.   | 30,6        |
| H         | 6°45′ ю. ш. 39°04′ в. д. / 6,75° ю. ш. 39,06° в. д.   | 4,8         |
| K         | 7°18′ ю. ш. 40°49′ в. д. / 7,3° ю. ш. 40,82° в. д.    | 5,6         |

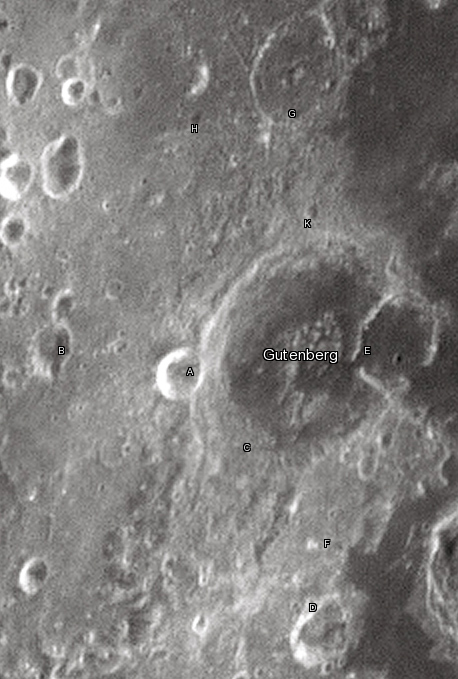
Снимок Девида Кемпбелла.

- Сателлитный кратер Гутенберг A включен в список кратеров с яркой системой лучей Ассоциации лунной и планетарной астрономии (ALPO)[7] и в список кратеров с темными радиальными полосами на внутреннем склоне Ассоциации лунной и планетарной астрономии (ALPO)[8].

- Возвышение центрального пика сателлитного кратера Гутенберг C 1,2 км[5].

- Возвышение центрального пика сателлитного кратера Гутенберг G 1,1 км[5].